# Клеман, Пьер
Пьер Клеман (фр. Pierre Clément; 1707—1767) — французский драматург и литературный критик.

## Биография
Дебютировал в литературе пятиактной трагедией «Меропа», представляющей собой переложение в стихах знаменитой одноимённой трагедии Маффеи, однако судьба этого дебюта оказалась неудачной. Начав работу в 1729 г., он за четыре года дошёл до конца третьего действия и три готовых акта показал посетившему Францию Маффеи, не одобрившему излишнюю вольность в обращении Клемана с оригиналом. Клемана не убедил отзыв прославленного итальянца, он продолжил работу и предложил готовую пьесу парижскому Театру комедии; театр потребовал некоторых переделок. Пока Клеман трудился над исправлениями, в тот же театр представил свою пьесу на тот же сюжет и под тем же названием Вольтер. Версия Вольтера была признана шедевром и принята к постановке, а Клеману, предоставившему исправленный вариант своей пьесы, отказали. Эта история рассказывается однофамильцем Клемана Жаном Мари Бернаром Клеманом в известной книге «Истории о театре» (фр. Anecdotes dramatiques; 1775).
Аналогичная судьба постигла вторую пьесу Клемана «Франкмасоны преданные» (фр. «Les francsmaçons trahis ou les Maçons libres»): первоначально она была принята к постановке, но из-за перекличек с другой популярной пьесой не была поставлена и вышла в Лондоне в 1740 г. отдельным изданием. Более успешен был осуществлённый Клеманом перевод с английского языка известной пьесы Джорджа Лилло «Лондонский купец» (1748): она действительно шла во французских театрах.
В 1740-50-х гг. Клеман жил в Лондоне. С 1748 г. он издавал там нечто вроде авторской газеты «Литературные новинки из Франции» (фр. «Nouvelles littéraires de France»), обозревая выходящие на континенте книги. Эти статьи Клемана ценились как беспристрастная, тщательная литературная критика и были переизданы позже под заглавием «Les cinq années littéraires» (Гаага, 1754, Берлин, 1755). Его мелкие статьи вошли в «Oeuvres Posthumes».